# Strobilanthes geniculatus
Strobilanthes geniculatus är en akantusväxtart som beskrevs av C. B. Cl.. Strobilanthes geniculatus ingår i släktet Strobilanthes och familjen akantusväxter. Inga underarter finns listade i Catalogue of Life.